# Cantonul Trun
Cantonul Trun este un canton din arondismentul Argentan, departamentul Orne, regiunea Basse-Normandie, Franța.

## Comune
| Comune                    | Populație (1999) | Cod poștal | Cod INSEE |
| ------------------------- | ---------------- | ---------- | --------- |
| Aubry-en-Exmes            | ...              | 61160      | 61009     |
| Bailleul                  | ...              | 61160      | 61023     |
| Brieux                    | ...              | 61160      | 61062     |
| Chambois                  | ...              | 61160      | 61083     |
| Coudehard                 | ...              | 61160      | 61120     |
| Coulonces                 | ...              | 61160      | 61123     |
| Écorches                  | ...              | 61160      | 61152     |
| Fontaine-les-Bassets      | ...              | 61160      | 61171     |
| Guêprei                   | ...              | 61160      | 61197     |
| Louvières-en-Auge         | ...              | 61160      | 61238     |
| Merri                     | ...              | 61160      | 61276     |
| Montabard                 | ...              | 61160      | 61283     |
| Mont-Ormel                | ...              | 61160      | 61289     |
| Montreuil-la-Cambe        | ...              | 61160      | 61291     |
| Neauphe-sur-Dive          | ...              | 61160      | 61302     |
| Nécy                      | ...              | 61160      | 61303     |
| Ommoy                     | ...              | 61160      | 61316     |
| Saint-Gervais-des-Sablons | ...              | 61160      | 61399     |
| Saint-Lambert-sur-Dive    | ...              | 61160      | 61413     |
| Tournai-sur-Dive          | ...              | 61160      | 61490     |
| Trun                      | ...              | 61160      | 61494     |
| Villedieu-lès-Bailleul    | ...              | 61160      | 61505     |